# 土和広
土 和広（つち かずひろ、1957年5月 - ）は、日本の実業家。クボタケミックス代表取締役社長、配水用ポリエチレンパイプシステム協会会長。

## 経歴
1976年 (昭和51年) 、岡山県立総社高等学校卒業。1980年3月、中央大学法学部卒業。同年4月、久保田鉄工 (現・クボタ入社)。同社合成管特販営業部長、クボタシーアイ (現・クボタケミックス) 特販営業部長、営業部長、総務部長、企画管理本部長、コーポレート本部長、営業本部長、取締役常務執行役員、取締役専務執行役員などを歴任。
2019年１月より田畑勝治の後任として代表取締役社長。同年4月から配水用ポリエチレンパイプシステム協会会長。水道配水用ポリエチレン管（高密度ポリエチレン管）の普及促進に務め、採用事業体数・延長ともに年々拡大させた。2020年5月から塩化ビニル管・継手協会会長も務めている。
2023年1月、高山純を後任にクボタケミックス社長退任。